# A Grande Família (Manaus)
O Grêmio Recreativo Cultural Escola de Samba A Grande Família é uma das mais tradicionais escolas de samba da cidade de Manaus, estando localizada na rua Careiro, no bairro São José I. Tem como símbolo um galo e as cores do pavilhão são o vermelho e o branco.

## História
Jorge Walter Barroso, o Jorginho, parou para trocar o pneu do carro que havia furado, próximo a um antigo bar e bloco da Praça 14 de Janeiro, conhecido como reduto de sambistas, chamado Jaqueirão. Jorginho foi ao borracheiro e logo depois ao Jaqueirão descansar. Depois de algumas conversas com o pessoal do Jaqueirão, Jorginho acabou gostando de samba e levou a ideia para a Zona Leste, lugar, até então, carente de sambistas, e fundou o então bloco A Grande Família, em 19 de março de 1986, no bairro do São José.
A Grande Família, que antes era um bloco carnavalesco, entrou com mais destaque no Carnaval de Manaus em 1994, quando foi convidada pela Associação do Grupo Especial das Escolas de Samba de Manaus (AGEESMA) a abrir o carnaval do Grupo Especial, com um samba que versava sobre a Lenda do Guaraná.
Em 1995, oficialmente estreava no Grupo Especial das Escolas de Samba de Manaus.
Em 2016 a escola refez o pedido de "Paz no Trânsito" na avenida. O enredo já havia sido apresentado em 2006, mas um apagão causado por uma colisão de um carro alegórico de outra escola com um fio de alta tensão deixou o Sambódromo de Manaus no escuro durante quase todo o desfile da Vermelha e Branca da Zona Leste. Por conta da crise financeira do Brasil, o desfile foi menos luxuoso e mais objetivo.

## Segmentos

### Presidentes
| Presidente                    | Vice Presidente               | Mandato   |
| ----------------------------- | ----------------------------- | --------- |
| Jorge Walter Barroso          |                               | 1986-2006 |
| Luiz Gilberto Ferreira Lima   |                               | 2006-2014 |
| Luizinho Andrade              |                               | 2014-2016 |
| Almir Inácio                  |                               | 2016-2018 |
| Almir Inácio                  |                               | 2018-2019 |
| Comissão                      |                               | 2019-2020 |
| Altemir Souza                 | Cristiane Daurélio            | 2020-2021 |
| Luiz Gilberto Ferreira Lima   | Cleildo Barroso (Caçula Show) | 2021-2023 |
| Cleildo Barroso (Caçula Show) | Jorge Granjeiro               | 2023-Hoje |

### Diretores
| Ano  | Diretor de Carnaval             | Diretor(a) de harmonia                    | Diretor de Bateria e/ou Mestre de bateria   | Diretor Coreográfico          | Diretor(a) de Baianas           | Diretor de Casais de M.S. e P.B. | Diretor(a) de Passistas | Diretor Musical | Diretor de Marketing e Comunicação |
| ---- | ------------------------------- | ----------------------------------------- | ------------------------------------------- | ----------------------------- | ------------------------------- | -------------------------------- | ----------------------- | --------------- | ---------------------------------- |
| 2012 | Almir Inácio                    | Almir Inácio, Arleson e Tim Maia          | Patinha, Juliano, Careca , Marquinhos Dutam |                               |                                 |                                  |                         |                 |                                    |
| 2013 | Almir Inácio                    | Arleson, Almir Inácio e Tim Maia          | Mestres Dudu e Marquinhos Dutam             |                               |                                 |                                  |                         |                 |                                    |
| 2014 | Almir Inácio                    | Arleson, Almir Inácio e Tim Maia          | Mestres Dudu e Marquinhos Dutam             |                               |                                 |                                  |                         |                 |                                    |
| 2015 | Luiz Gilberto e Fábio Correa    | Arleson, Cristiane, Altemir e Leandro     | Mestres Dudu e Marquinhos Dutam             |                               |                                 |                                  |                         |                 |                                    |
| 2016 | Luiz Gilberto e Fábio Correa    | Arleson, Cristiane, Altemir e Leandro     | Mestres Patinha, Julino e Careca            |                               |                                 |                                  |                         |                 |                                    |
| 2017 | Fábio Correa                    | Arleson, Cristiane, Altemir e Leandro     | Mestre Julino e Careca                      |                               |                                 |                                  |                         |                 |                                    |
| 2018 | Josevaldo Souza                 | Arleson, Cristiane, Altemir e Leandro     | Marquinhos Dutam                            |                               |                                 |                                  |                         |                 | Mairkon Castro                     |
| 2019 | Adalberto Pinto                 | Arleson, Cristiane, Altemir e Leandro     | Marquinhos Dutam                            |                               |                                 |                                  |                         |                 | Mairkon Castro                     |
| 2020 | Josevaldo Souza                 | Leon Medeiros, Alexandre Lima e Cleberson | Mestre Luciano                              | Denison Vitor e Thiago Farias | Leila Mara e Sebastião. Hilário | Douglas Oliveira                 | Keyla Liriel            | Marlon Oliveira | Mairkon Castro                     |
| 2022 | Leon Medeiros e Jorge Granjeiro | Arleson Sousa                             | Mestre Luciano                              | Denison Vitor e Thiago Farias | Leila Mara e Sebastião. Hilário | Douglas Oliveira                 | Keyla Liriel            | Marlon Oliveira | Mairkon Castro Rarison Alves       |
| 2023 | Leon Medeiros e Jorge Granjeiro | Arleson Sousa e Felipe França             | Mestre Luciano                              | Elifas Matos                  | Leila Mara e Sebastião. Hilário | Douglas Oliveira                 | Keyla Liriel            | Marlon Oliveira | Mairkon Castro Rarison Alves       |
| 2024 | Leon Medeiros                   | Felipe França                             | Mestre Luciano                              | Elifas Matos                  | Adriangelo e Leticia            | Kajhu e Josimar                  | Keyla Liriel            | Marlon Oliveira | Mairkon Castro                     |
| 2025 | Felipe França                   | Felipe França                             | Laio Lopes                                  | Elifas Matos                  | Leila Mara e Sebastião. Hilário | Wenddy Magalhães                 | Keyla Liriel            | Marlon Oliveira | Comissão                           |

### Coreógrafo Comissão de Frente
| Ano  | Nome | Ref. |
| ---- | --- | ---- |
| 2012 | Luizinho Andrade |      |
| 2013 | Luizinho Andrade |      |
| 2014 | Luizinho Andrade |      |
| 2015 | Luizinho Andrade |      |
| 2016 | Luizinho Andrade |      |
| 2017 | Elifas Junior |      |
| 2018 | Elifas Junior |      |
| 2019 | Elifas Junior |      |
| 2020 | Elifas Junior |      |
| 2021 | Elifas Junior (Não houve desfile de carnaval devido a pandemia da covid19, mas o coreógrafo permaneceu para os eventos afins) |      |
| 2022 | Elifas Junior |      |
| 2023 | Elifas Junior |      |
| 2024 | Elifas Junior |      |
| 2025 | Elifas Junior |      |

### Casal de Mestre-sala e Porta-bandeira
| Ano  | 1° CASAL                                                                                   | 2°CASAL                                                                                  | 3°CASAL                         |
| ---- | ------------------------------------------------------------------------------------------ | ---------------------------------------------------------------------------------------- | ------------------------------- |
| 2012 | Kaleb Aguiar e Liliane Ferreira                                                            |                                                                                          |                                 |
| 2013 | Kaleb Aguiar e Liliane Ferreira                                                            |                                                                                          |                                 |
| 2014 | Kaleb Aguiar e Liliane Ferreira                                                            |                                                                                          |                                 |
| 2015 | Walmir Bencovisk e Liliane Ferreira                                                        |                                                                                          |                                 |
| 2016 | Walmir Bencovisk e Liliane Ferreira                                                        |                                                                                          |                                 |
| 2017 | Walmir Bencovisk e Sabrina Dávila                                                          | Marcelo e Rana Lopes                                                                     |                                 |
| 2018 | Walmir Bencovisk e Liliane Ferreira                                                        | João Vitor e Rana Lopes                                                                  |                                 |
| 2019 | Walmir Bencovisk e Liliane Ferreira                                                        | João Vitor e Rana Lopes                                                                  |                                 |
| 2020 | Walmir Bencovisk e Ranna Lopes                                                             | João e Amanda Aguiar                                                                     | Matheus Marcos e Ingrid Rafaela |
| 2021 | Walmir Bencovisk e Rana Lopes (Não houve desfile de carnaval devido a pandemia da covid19) | João Vitor e Carol Medeiros (Não houve desfile de carnaval devido a pandemia da covid19) | Matheus Marcos e Ingrid Rafaela |
| 2022 | Walmir Bencovisk e Rana Lopes                                                              | João Vitor e Caroline Medeiros                                                           | Matheus Marcos e Ingrid Rafaela |
| 2023 | Walmir Bencovisk e Carol Barroso                                                           | João Vitor e Ana                                                                         | Matheus Marcos e Ingrid Rafaela |
| 2024 | Walmir Bencovisk e Carol Barroso                                                           | João Vitor e Ingrid Rafaela                                                              | Matheus Marcos e Luana Souza    |
| 2025 | Walmir Bencovisk e Ingrid Alcântara                                                        | Luana Souza e Vitinho                                                                    | Felipe Bentes e Yasmin Araújo   |

### Corte de bateria
| Ano  | Rainha de Bateria | Rei Momo e Passista de Ouro                                                                                        | Madrinha        | Musa da Bateria  | Musa da Escola | Rainha da Escola | Rainha Gay          |
| ---- | ----------------- | --- | --------------- | ---------------- | --- | ---------------- | ------------------- |
| 2012 | Érica Leão        | | Mirella Andrade |                  | |                  |                     |
| 2013 | Carolina Toledo   | | Ellen Juliana   | Kiany Portela    | |                  |                     |
| 2014 | Luciana Santos    | | Mirella Andrade |                  | |                  |                     |
| 2015 | Luciana Santos    | | Mirella Andrade | Arleane Marques  | |                  |                     |
| 2016 | Renata Penha      | Lucas Levi (Passista de Ouro)                                                                                      |                 | Arleane Marques  | | Mara Pereira     |                     |
| 2017 | Arleane Marques   | Dalison Neto (Passista de Ouro)                                                                                    | Mirella Andrade | Gilmara Mendonça | |                  | Kathelen Christina  |
| 2018 | Arleane Marques   | | Mirella Andrade |                  | Gilmara Mendonça, Bianny Silva, Cris Glena, Jânina Alves                                                                             |                  |                     |
| 2019 | Arleane Marques   | Joiane Farias (Passista de Ouro)                                                                                   |                 |                  | Gilmara Mendonça, Bianny Silva, Cris Glena, Jânina Alves                                                                             | Barbara Souza    |                     |
| 2020 | Arleane Marques   | |                 |                  | Gilmara Mendonça, Bianny Silva, Cris Glena, Jânina Alves                                                                             | Liandra Coelho   | Verônica Martinelly |
| 2022 | Arleane Marques   | Bruna Gomes, Joiane Moreira, Antonio Henrique e Anglesson Mebarack (Passistas de Ouro) Rodrigo da Silva (Rei Momo) |                 | Liandra Coelho   | Gilmara Mendonça, Bianny Silva, Cris Glena, Jânina Alves, Fabiana Andrade, Eliane Tananta, Klessia, Joiane Farias e Kerolayne Mayara | Barbara Souza    |                     |
| 2023 | Arleane Marques   | Hatahara Filho(Rei Momo) e Antônio Henrique(Passista de Ouro)                                                      | Mirella Andrade | Liandra Coelho   | Gilmara Mendonça, Bianny Silva, Cris Glena, Jânina Alves                                                                             | Mara Pereira     |                     |
| 2024 | Arleane Marques   | Hatahara Filho(Rei Momo) e Antônio Henrique(Passista de Ouro)                                                      | Mirella Andrade | Liandra Coelho   | Gilmara Mendonça, Bianny Silva, Cris Glena, Jânina Alves                                                                             | Mara Pereira     |                     |
| 2025 | Arleane Marques   | Italo Maia(Rei Momo) e Jair Júnior(Passista de Ouro)                                                               | Mirella Andrade | Liandra Coelho   | Talita Xavier | Mara Pereira     | Mirelly Meirelles   |

## Carnavais
| Ano  | Colocação                                                | Grupo    | Enredo | Compositores do Samba Enredo | Carnavalesco                                                                              | Intérprete                    |
| ---- | -------------------------------------------------------- | -------- | --- | --- | ----------------------------------------------------------------------------------------- | ----------------------------- |
| 1995 | 5º lugar                                                 | Especial | Navegando Num Mundo de Águas Doces                                                                             | Edvaldo Pagodinho/ José Maria Pinto/ Areolino Santana/ Moysés Oliveira/ David Oliveira                                                                                                  | Comissão de Carnaval                                                                      | Moisés Oliveira               |
| 1996 | 5º lugar                                                 | Especial | O Verde Coração de Moacir Andrade                                                                              | Douglas Brasil / Valério / Gilmar Souza | Comissão de Carnaval                                                                      | Moisés Oliveira               |
| 1997 | 4º lugar                                                 | Especial | Tanto Mata Quanto Cura                                                                                         | Moysés Oliveira/ David Oliveira/ Francy Oliveira | Comissão de Carnaval                                                                      | Moisés Oliveira               |
| 1998 | 5º lugar                                                 | Especial | O Encanto e a Magia dos Elementais da Natureza                                                                 | Edilan Borges / Edna / Enoc | Comissão de Carnaval                                                                      | Moisés Oliveira               |
| 1999 | Desclassificada                                          | Especial | Sete, O Simbolismo da Vida e da Humanidade                                                                     | Douglas Brasil / João Hildo / Gilmar Souza | Comissão de Carnaval                                                                      | Douglas Brasil                |
| 2000 | Vice-Campeã                                              | Especial | Laços e Abraços... Mestre Maranhão, Cultura Viva Popular!                                                      | Kleber Paiva e Pelado Jr. | Islene Botelho                                                                            | Kleber Paiva                  |
| 2001 | Campeã                                                   | Especial | As Amazonas: Mulheres Guerreiras e Figurativas! Zona Leste, Circuito da Alegria!                               | Douglas Brasil, Mestre Gaby, Marquinhos Valério, Miguel Zamba, Clodoaldo Malvadeza e Gilmar Souza                                                                                       | Islene Botelho                                                                            | Kleber Paiva                  |
| 2002 | 3º lugar                                                 | Especial | Meu Barão Era Assim... De Paris ao Shopping Tupiniquim!                                                        | Luizinho Andrade, Pelado Junior, Paulo Brandão e Jorge Granjeiro | Islene Botelho                                                                            | Kleber Paiva                  |
| 2003 | Vice-Campeã                                              | Especial | Baby de Risos e Atos... Um Grito de Liberdade no Coração de Manaus!                                            | Kleber Paiva Marquinhos Dutam, Mestre Kabessa, João Hildo e Toinho | Islene Botelho                                                                            | Kleber Paiva                  |
| 2004 | Vice-Campeã                                              | Especial | INPA: 50 Anos de Pesquisas na Amazônia                                                                         | Gueivy Garcia, Marquinho Negritude e Marcell do Cavaco | Islene Botelho                                                                            | Kleber Paiva                  |
| 2005 | Campeã                                                   | Especial | Filho do Rio Solimões... Da Terra Brotei, Caboclo Sou Eu, Educador me Tornei...                                | Kleber Paiva, Marquinho Dutam e Marquinho Negritude | Islene Botelho                                                                            | Kleber Paiva                  |
| 2006 | Campeã                                                   | Especial | Pare, Olhe, Pense... Basta de Tanto Acidente! Não Seja Imprudente! Seja Mais Consciente! A Vida é um Presente! | Kleber Paiva, Marquinho Dutam e Marquinho Negritude | Islene Botelho                                                                            | Kleber Paiva                  |
| 2007 | Campeã                                                   | Especial | Coari, Um Brasil que Cabral Não Viu!                                                                           | Kleber Paiva, Marquinho Dutam e Marquinho Negritude | Islene Botelho                                                                            | Kleber Paiva                  |
| 2008 | 5° lugar                                                 | Especial | E Disse o Criador: Faça-se a Luz! A Luz da Vida, da Razão e da Inspiração! Borba, 250 Anos de Amor e Muita Fé! | Compositores:Gueivy Garcia, Eudógio Gonçalves, Alan Vasconcelos, Gleison Garcia e Alexandre Eudógio                                                                                     | Islene Botelho                                                                            | Moisés Oliveira               |
| 2009 | Campeã                                                   | Especial | Venezuela: de Bolívar, o Libertador, ao Petróleo que Move o Mundo!                                             | Kleber Paiva, Marquinhos Dutam, Marquinhos Negritude, Kalango, Mestre Kabessa e Denílson                                                                                                | Luizinho Andrade e Jorge Granjeiro                                                        | Moisés Oliveira               |
| 2010 | 3º lugar                                                 | Especial | Defensoria Cabocla - A Verdadeira Guardiã da Cidadania                                                         | | Luizinho Andrade e Jorge Granjeiro                                                        | Mestre Kabessa                |
| 2011 | 3º lugar                                                 | Especial | Singrando em Rios, Lagos e Paranás...Vou Contar a Minha História!                                              | Kleber Paiva, Marquinhos Dutam, Marquinhos Negritude, Kalango, Mestre Kabessa e Denílson                                                                                                | Luizinho Andrade e Jorge Granjeiro                                                        | Kleber Paiva                  |
| 2012 | 4º lugar                                                 | Especial | Quem Disse que o Mundo Vai Acabar? A Grande Família te Apresenta o Futuro...                                   | | Luizinho Andrade e Jorge Granjeiro                                                        | Herlon                        |
| 2013 | 4º lugar                                                 | Especial | Meta a Boca Manaus: O Povo Vai Falar e a Grande Família Vai Mostrar...                                         | Compositores: Herlon, Marquinhos Dutam, Kalango, Vaguinho e Marinho Saúba | Islene Botelho, Jorge Granjeiro, Luizinho Andrade e Wernher Botelho                       | Marden Gonçalves              |
| 2014 | Campeã                                                   | Especial | Ednelza Sahdo – Uma Estrela em Cena                                                                            | | Jorge Granjeiro e Luizinho Andrade                                                        | Marden Gonçalves              |
| 2015 | 3º lugar                                                 | Especial | Orixás - A Força que Vem da Natureza                                                                           | | Jorge Granjeiro                                                                           | Marden Gonçalves              |
| 2016 | 2º lugar                                                 | Especial | Paz no Trânsito                                                                                                | | Jorge Granjeiro                                                                           | Marden Gonçalves              |
| 2017 | 3º lugar                                                 | Especial | Grandes Sonhos, Grande Família, Grande Circular... Meu São José, fonte viva de histórias e cultura popular     | | Jorge Granjeiro                                                                           | Mestre Kabessa                |
| 2018 | 5º lugar                                                 | Especial | Colômbia - A Esmeralda das Américas                                                                            | | Jorge Granjeiro                                                                           | Mestre Kabessa                |
| 2019 | Vice-campeã                                              | Especial | Eu só quero é ser Feliz!                                                                                       | | Jorge Granjeiro e Almir Nascimento                                                        | Caçula Show                   |
| 2020 | 3° lugar                                                 | Especial | Sou manauara. Há 350 anos sentindo orgulho do meu chão.                                                        | | Tiago Fartto (Depois de alguns meses houve uma alteração) Josevaldo Souza e Leon Medeiros | Caçula Show                   |
| 2021 | Não houve desfile de Carnaval. Devido a Pandemia Covid19 | Especial | | |                                                                                           |                               |
| 2022 | Live do Carnaval                                         | Especial | Café: O Sabor da Grande Família Brasileira                                                                     | Barraco da Poesia | Comissão de Carnaval                                                                      | Moysés Oliveira e Caçula Show |
| 2023 | Vice-Campeã                                              | Especial | Eirunepé, o Cordel Amazônico                                                                                   | Barraco da Poesia, Gueivy Garcia, Gleison Garcia, Paulino Braga- Roberto Caminha, Jr. Feijão, Gildo Barros, Fábio Soldado, Jackson Sicsú, Frank Ladislau, Andley Bezerra, Antonio Silva | Comissão Islene Botelho Kaleb Aguiar Claudir Andrade Leon Medeiros Jorge Granjeiro        | Moysés Oliveira e Caçula Show |
| 2024 | 5º lugar                                                 | Especial | Kianumaka-Manã: A Protetora da Floresta                                                                        | Barraco da Poesia | Jorge Granjeiro e Leon Medeiros                                                           | Moysés Oliveira               |
| 2025 | 7º lugar                                                 | Especial | Gás Natural - A energia que faz pulsar a Amazônia                                                              | Marlon Oliveira, Laio Lopes, Moysés Oliveira, David Oliveira e Zé Paulo Sierra | Laio Lopes                                                                                | Moysés Oliveira               |